# Holsted Sogn (Næstved)
 For alternative betydninger, se Holsted Sogn. (Se også artikler, som begynder med Holsted Sogn)
Holsted Sogn er et sogn i Næstved Provsti (Roskilde Stift). Sognet ligger i Næstved Kommune. I Holsted Sogn ligger Holsted Kirke.
I Holsted Sogn findes flg. autoriserede stednavne:
- Holsted (bebyggelse, ejerlav)
- Kalby Ris (areal, bebyggelse)
- Næstved Nord (station)
- Rådmandshaven (areal)
- Vridsløse (bebyggelse, ejerlav)
- Øverup (bebyggelse, ejerlav)

Holsted Sogn blev udskilt af Herlufsholm Sogn 3. december 2000.